# Boris Browcyn
Boris Siergiejewicz Browcyn, ros. Борис Сергеевич Бровцын (ur. w 1900 r., zm. w 1977 r. w Waszyngtonie) – radziecki hydrotechnik, emigracyjny naukowiec, publicysta i działacz.
Ukończył studia na politechnice w Leningradzie jako inżynier-hydrotechnik, po czym został na niej asystentem profesora. W połowie lat trzydziestych XX wieku wyjechał na studia do USA, gdzie w 1938 roku ukończył studia na wydziale hydrotechnicznym uniwersytetu w Chicago. Po powrocie do ZSRR prowadził badania syberyjskiej rzeki Leny, Morza Beringa i Kamczatki pod kątem stworzenia tam wojskowych baz morskich. Po ataku wojsk niemieckich na ZSRR 22 czerwca 1941 roku został ewakuowany z Leningradu do Piatigorska. Kiedy Niemcy wkroczyli na Północny Kaukaz w sierpniu 1942 roku, podjął z nimi kolaborację. Podczas odwrotu wojsk niemieckich na początku 1943 roku uszedł na zachód, do Niemiec. 
Po zakończeniu wojny przebywał w obozie dla dipisów pod Monachium, po czym wyjechał w lipcu 1948 roku na stałe do Stanów Zjednoczonych. Ukończył University of Columbia w Nowym Jorku. Do roku 1951 pracował jako inżynier-konsultant. W latach 1953–1957 był docentem uniwersytetu Laval w Quebecu. Działał w emigracyjnym Stowarzyszeniu Petersburskich Politechników. Pisał artykuły do emigranckiego pisma "Nowyj Żurnał".